# 涙の誓い (KOTOKOの曲)
「涙の誓い」（なみだのちかい）は、日本の歌手、KOTOKOの楽曲。2000年12月8日に発売された。

## 概要
- ivoryより発売されたアダルトゲーム『とらいあんぐるハート3 〜Sweet Songs Forever〜』の主題歌に起用された。
- 本人が発表した曲としては「Close to me…」に次いで2曲目であるが、KOTOKO名義で初めてレコーディングした曲である[2]。
- I'veの高瀬一矢が作詞・作曲を担当した。高瀬が自分のボーカルでデモを録音し、KOTOKOがそのボーカルを参考にしながら自分のバージョンを録音した。KOTOKOが録音した最初のバージョンはゲームメーカーに提供されたが、「もっと大人っぽい声で歌ってほしい」という要望があり、楽曲を録音し直し、その初バージョンは破棄された[3]。
- 前述のゲームのソフマップ購入特典CDシングル「Triangle Heart 3 OPENING THEME COLLECTION」として初めてCD化され[注 1]、2002年にリリースされたI've Girlsコンピレーション『Disintegration』に収録されて初めて市販CDとして発売された。2020年4月21日、ゲームソングコンピレーション『The Bible』に収録され、20年ぶりにKOTOKOのアルバムに初めて収録された。
- 2004年12月29日に発売されたリミックスアルバム『Mixed up』には、「涙の誓い -the divine pledge of tears-」と名付けられた英語歌詞のリミックスバージョンが収録されている。

## CD内容
| 全作詞・作曲・編曲: 高瀬一矢。 |                            |          |            |      |
| #                              | タイトル                   | 作詞     | 作曲・編曲 | 時間 |
| 1.                             | 「涙の誓い」(Long ver.)    | 高瀬一矢 | 高瀬一矢   | 6:17 |
| 2.                             | 「涙の誓い」(Karaoke ver.) | 高瀬一矢 | 高瀬一矢   | 6:17 |
| 3.                             | 「涙の誓い」(Short ver.)   | 高瀬一矢 | 高瀬一矢   | 3:06 |
| 合計時間:                      | 合計時間:                  | 15:40    |            |      |

## 収録作品一覧
| 収録作品名 | 作品種類    | 発売日         | 備考                                                |
| --- | ----------- | -------------- | --------------------------------------------------- |
| とらいあんぐるハート3 〜Sweet Songs Forever〜ソフマップ購入特典CD『Triangle Heart 3 OPENING THEME COLLECTION』 | CD          | 2000年12月8日  |                                                     |
| TECH GIAN 2001年4月号                                                                                          | mp3ファイル | 2001年2月      | ショートバージョン                                  |
| とらいあんぐるハート'S サウンドステージ3 "Sweet Song memories" -とらいあんぐるハート3 ボーカルコレクション-    | CD          | 2001年4月29日  |                                                     |
| とらいあんぐるハート3 リリカル☆おもちゃ箱 Disc3 (Sound Disc)                                                   | CD          | 2001年4月29日  |                                                     |
| jANIS & ivory Game Songs Collection Vol.1                                                                      | CD          | 2001年12月29日 |                                                     |
| PUSH!! 2002年5月号                                                                                             | mp3ファイル | 2002年3月21日  | ショートバージョン                                  |
| とらいあんぐるハート'S Theme Songs History                                                                     | CD          | 2002年6月14日  |                                                     |
| Disintegration                                                                                                 | CD          | 2002年6月26日  | 「涙の誓い -Album Mix-」として収録                  |
| とらいあんぐるハート'S メモリアルアルバム The Last songs                                                       | CD          | 2002年12月29日 |                                                     |
| とらいあんぐるハート'S Sound stage final 〜The Grand Finale〜                                                  | CD          | 2004年5月14日  |                                                     |
| Mixed up -I've Remix Style-                                                                                    | CD          | 2004年12月29日 | 「涙の誓い -the divine pledge of tears-」として収録 |
| KOTOKO's GAME SONG COMPLETE BOX "The Bible"                                                                    | CD          | 2020年4月21日  |                                                     |
| I've 20th Anniversary E-VOX                                                                                    | CD          | 2021年12月18日 |                                                     |

## 収録ライブ映像
- 『I've in BUDOKAN 2005 〜Open the Birth Gate〜』
- 『"thank you" and "from now" KOTOKO LIVE IN BUDOKAN 2010 『Pleasure X Pleasure = Pleasure!!!』』

## カヴァー
- 2001年8月10日 - 高町美由希（児玉さとみ）、神咲那美（日向裕羅） - ドラマCD『とらいあんぐるハート'S サウンドステージ4 HAPPY SONGS COLLECTION 〜高町家カラオケ大会!!!〜』に「涙の誓い (Acoustic Arrange Version)」として収録されている。
- 2022年4月11日 - 佐藤アスカ - I'veコンピレーションアルバム『SPRING BEAT -2022 春-』に「涙の誓い -2022 春 ver.-」として収録されている。